# Tabarettahütte
Die Tabarettahütte (italienisch Rifugio Tabaretta) ist eine private Schutzhütte in den Ortler-Alpen in Südtirol. Sie liegt in einer Höhe von 2556 m s.l.m. am Nordabfall des Ortlers, unterhalb der Tabarettascharte westlich von Sulden.

## Geschichte

Die Tabarettahütte im August 1909

Die heute im Nationalpark Stilfserjoch gelegene Tabarettahütte wurde 1894 vom Besitzer des Ortlerhofs in Sulden, Alois Schöpf, errichtet. Lange Zeit war die Hütte im Besitz der Familie, verfiel jedoch zusehends und wurde schließlich nicht mehr bewirtschaftet. 1977 wurde die Hütte verkauft und von den neuen Besitzern renoviert.
Sie ist als Alternative zur Payerhütte ein wichtiger Stützpunkt für den Ortler-Normalweg. Besondere Bedeutung hat sie jedoch für Touren durch die Ortler-Nordwand, deren Wandbuch in der Tabarettahütte aufliegt. Weiters führt von der Hütte aus ein Klettersteig (Schwierigkeit E) auf die 3128 m hohe Tabarettaspitze, der als einer der schwierigsten Klettersteige Europas gilt.

## Übergänge zu anderen Hütten
- Payerhütte (3029 m)
- Berglhütte über Payerhütte
- Bergstation-Langenstein (K2-Hütte)
- Hintergrathütte über Langenstein

## Karte
- Casa Editrice Tabacco, Wanderkarte 1:25.000, Blatt 08, Ortles-Cevedale, Ortlergebiet